# 4 Pułk Strzelców Konnych (Cesarstwo Niemieckie)

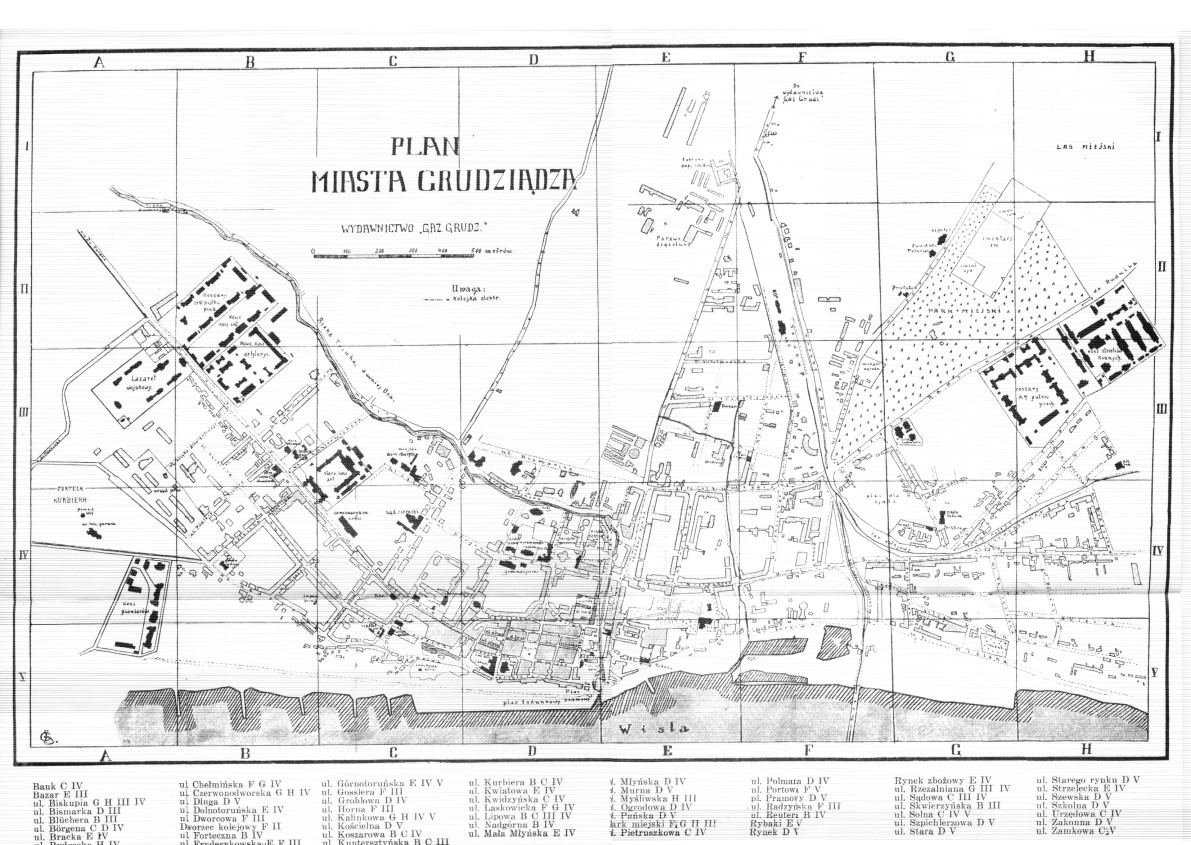
Plan Grudziądza z 1913

4 pułk strzelców konnych (niem. Jäger-Regiment zu Pferde Nr. 4) – pułk kawalerii niemieckiej.

## Charakterystyka
Pułk sformowany 1 października 1906. Stałym garnizonem tej jednostki był Grudziądz (niem. Graudenz) .

 Wiosną 1914 był w strukturze 35 Brygady Kawalerii z 35  Dywizji Piechoty.
W wyniku mobilizacji, w sierpniu 1914 pułk osiągnął gotowość bojową i w składzie 35 Dywizji Piechoty z XVII Korpusu Armijnego został wysłany na front wschodni.

## Podporządkowanie
- XVII Korpus Armijny – Gdańsk
  - 35 Dywizja Piechoty (35. Infanteriedivision) – Toruń
    - 35 Brygada Kawalerii (35. Kavalleriebrigade) – Grudziądz
      - 4 pułk strzelców konnych – Grudziądz